# Detela
Detela je priimek v Sloveniji, ki ga je po podatkih Statističnega urada Republike Slovenije na dan 1. januarja 2010 uporabljalo 45 oseb in je med vsemi priimki po pogostosti uporabe uvrščen na 8.067. mesto.

## Znani nosilci priimka
- Andrej Detela (* 1949), fizik, pesnik, publicist, filozof, esejist, inovator
- Anton Detela, klasični filolog, gimn. prof.
- Fran Detela (1850—1926), filolog, šolnik, pisatelj
- Jožef Detela (18. stol.), lastnik gradu Zalog pri Moravčah od 1791
- Jure Detela (1951—1992), pesnik, esejist, aktivist za pravice živali
- Leon Detela (1878—1962), gozdarski inženir
- Leon Detela (1902—1982), biolog, šolnik
- Lev Detela (* 1939), pisatelj, pesnik, prevajalec in publicist
- Milan Detela (1923—2014), ekonomist, turistični strokovnjak
- Milena Merlak Detela (1935—2006), pesnica, pisateljica in prevajalka
- Oton pl. Detela (1839—1917), konservativni politik, deželni glavar Kranjske
- Oton Detela ml. (1865—1946), ponemčeni politik, okrajni glavar v Logatcu ...